# Karaömerler, Selçuklu
Karaömerler là một xã thuộc quận Selçuklu, tỉnh Konya, Thổ Nhĩ Kỳ. Dân số thời điểm năm 2011 là 219 người.